# Gunther Cunningham
Gunther Cunningham (München, Németország, 1946. június 19. – 2019. május 11.) német származású amerikai amerikaifutball-edző.

## Pályafutása
1999–00-ben a Kansas City Chiefs vezetőedzője volt az NFL-ben. 1995 és 1998 illetve 2004 és 2008 között a Kansas City védekezéséért felelős koordinátora volt. További négy NFL-csapatnál illetve négy főiskola együttesnél tevékenykedett segédedzőként. 1969 és 2016 között 47 éven át megszakítás nélkül edzőként dolgozott.